# Lipstick (filme)
Lipstick é um filme norte-americano de 1976, dirigido por Lamont Johnson e estrelado por Margaux Hemingway, Chris Sarandon, Anne Bancroft e Mariel Hemingway. Um drama sobre estupro e assassinato no glamouroso mundo da moda, foi o filme de estreia das irmãs Hemingway no cinema.

## Sinopse
Chris McCormick (Margaux) é uma modelo de sucesso, o rosto de uma popular marca de batom e sua imagem pode ser vista em revistas e cartazes ao redor do mundo. Ela conhece Gordon Stuart (Sarandon), um compositor e professor de música de sua irmã de treze anos, Kathy (Mariel). Um psicopata com forte complexo de inferioridade, Stuart estupra Chris na casa dela, após se sentir rejeitado pela indiferença da modelo quando lhe apresenta suas composições, num encontro que havia sido intermediado por sua aluna, uma adolescente que tinha uma paixão platônica pelo professor e queria ajudá-lo na carreira de compositor, imaginado que a irmã, sendo tão famosa, poderia fazê-lo. Kathy testemunha os dois ainda na cama após o estupro e acredita que irmã tenha feito sexo com seu professor por vontade própria, o que a deixa consternada.
Denunciado, Stuart é levado a julgamento. A promotora do caso, Dra. Carla Bondi (Bancroft) porém, avisa a Chris que a condenação é muito difícil nestes casos. Ela explica que na Califórnia, onde o crime aconteceu, apenas dois entre cem estupradores são condenados à prisão e apenas 20% dos casos de estupro no estado são denunciados à polícia. A única chance de uma condenação para Stuart é o testemunho de corpo presente de Chris. Mesmo sabendo dos danos que isso poderia causar a sua carreira, Chris testemunha; mesmo assim, Stuart acaba sendo inocentado.
Com a repercussão do caso, Chris perde o contrato com a marca de batom e o namorado, Steve Edison (Perry King), que trabalhava como executivo da empresa, e decide voltar com a irmã para o Colorado, de onde eram, após posar para uma última sessão de fotografias. Por coincidência, o moderno prédio semiabandonado onde as fotos se realizam, também abrigava no mesmo momento um ensaio de um grupo de balé, cuja música estava sendo orquestrada por Stuart. Kathy descobre o professor no prédio e, ainda apaixonada, sem acreditar totalmente que a irmã havia sido mesmo estuprada, o procura e fala com ele. Kathy então percebe o engano quando as atitudes de Stuart se tornam sinistras e tenta fugir. Ele a persegue e alcança, a leva para um canto do prédio, arranca suas roupas e também a estupra.
Machucada e com as roupas rasgadas, Kathy corre para o local onde as fotos estão sendo feitas e é pressionada pela irmã, contando a verdade. Sem acreditar mais na justiça depois do que lhe aconteceu, Chris larga a sessão de fotos, desce ao estacionamento, pega um rifle de caça que levaria para o Colorado dentro de seu jipe, persegue Stuart que tentava sair de carro do estacionamento e o mata a tiros.
Chris é levada a julgamento e defendida pela Dra. Bondi, a mesma que havia atuado como promotora contra Stuart e perdido o caso. Ao final da argumentação de Bondi, que relembra o estupro anterior e a falta de crença da ré na Justiça da Califórnia, o júri considera Chris inocente, tendo agido em legítima defesa da honra da irmã.

## Elenco
- Margaux Hemingway – Chris McCormick
- Chris Sarandon – Gordon Stuart
- Anne Bancroft – Carla Bondi
- Mariel Hemingway – Kathy McCormick
- Perry King – Steve Edison

## Crítica
O crítico Vincent Canby, do New York Times, criticou bastante a atuação de Margaux Hemingway, considerando-a, apesar da extrema beleza e do sucesso real que tinha como modelo na época, ainda não preparada para trabalhar como atriz. Por outro lado, ele elogiou o trabalho da adolescente Mariel, então com 14 anos, dizendo-a a única a realmente fazer um trabalho comovente no filme, como testemunha e vítima dos fatos que se desenrolam.
Já o site especializado Rotten Tomatoes, chama o filme todo de "exploração barata" e considera a performance de Margaux Hemingway "terrível", sem qualquer tipo de expressividade ou emoção. A crítica  Linda Rasmussen comenta que apesar do filme ter feito sucesso entre o movimento feminista, ele é "desonesto e sangrento, pois na pretensão de condenar o estupro, apenas o sensacionaliza e explora". Mas assim como Canby, cobre de elogios o desempenho de Mariel, que, como a irmã mais velha e famosa, fazia sua estreia no cinema.

## Fatos
Sete anos depois de Lipstick, Mariel Hemingway faria o papel principal de Star 80, filme sobre a vida e morte da modelo e playmate Dorothy Stratten, estuprada e assassinada pelo marido, que se suicidou em seguida, em agosto de 1980.  Sua irmã Margaux, uma supermodelo afetada nos anos seguintes por epilepsia, alcoolismo, vício em drogas e bulimia nervosa, se suicidaria com uma overdose de barbitúricos em 1996. O avô de ambas, Ernest Hemingway, também havia se suicidado.
A trilha sonora do filme, de ritmo eletrônico sincopado e irregular entre o sombrio e o histérico, composta pelo francês Michel Polnareff, tornou-se um sucesso mundial nos clubes disco que surgiam na época, vendendo milhões de cópias em todo mundo.
As sessões de fotografia de Chris/Margaux, na abertura e no fim do filme, são feitas com o famoso fotógrafo de moda Francesco Scavullo, que interpreta a si mesmo.
O filme teve duas refilmagens na Índia, em hindu e telugu, país onde casos de estupro são constantes e geralmente impunes. O primeiro deles, Insaaf Ka Tarazu (1980) tornou-se um grande sucesso de bilheteria no país.